# Années 250
Les années 250 couvrent la période de 250 à 259.

## Événements

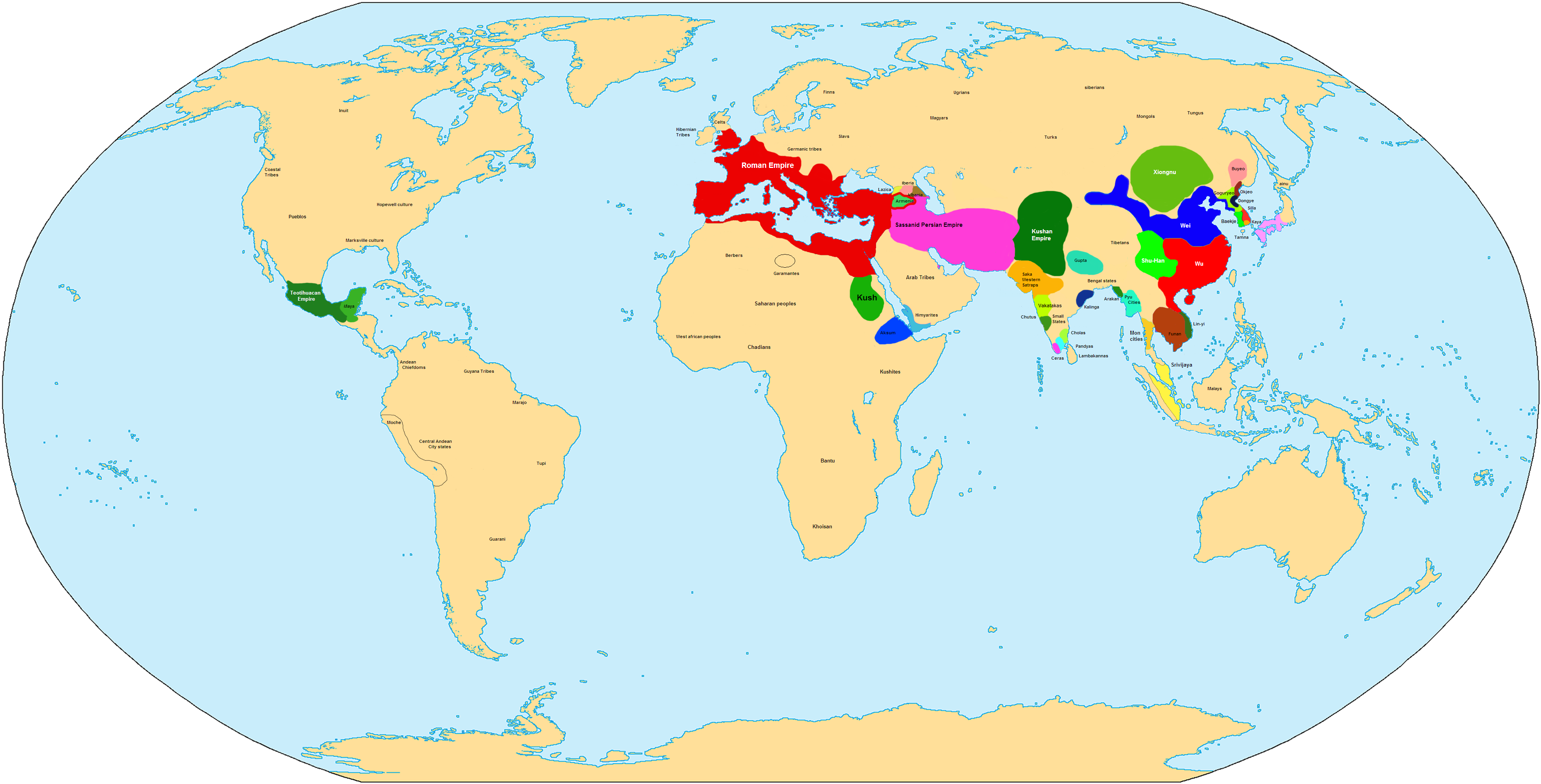
Le monde vers l'an 250

- Vers 250/300 : émergence de « l'État » du Yamato au Japon ; début de la période Kofun, première partie de la période Yamato[1].
- Vers 250 : Sembrouthes, roi d’Aksoum (Éthiopie)[2].
- 250-251 : persécution de Dèce. L’ex-avocat Cyprien, élu évêque de Carthage en 249, résiste à la persécution ordonnée par Dèce en 250. Pour être épargnés, de nombreux chrétiens abandonnent leur religion. Cyprien, partisan d’une Église démocratique, fait à contrecœur appel au pape Étienne pour essayer de sauver l’Église d’Afrique[3].
- 250-269 : guerre entre Rome et les Goths[4].
- 250-270 : une épidémie de peste venue d'Égypte, dite peste de Cyprien, probablement le typhus exanthématique, se répand dans l'empire romain jusqu'en 270[5].
- 251 : bataille d'Abrittus[6].
- 253-270 : période d'anarchie militaire dans l'Empire romain, dit des trente tyrans[7]. La Crise du troisième siècle continue. Les Francs (252-253) et les Alamans envahissent la Gaule[8]. Les Francs atteignent les Pyrénées et ravagent l'Espagne (256)[9] et les Alamans avancent en Italie[10]. Ils sont écrasés à Milan en 259[11].
- 253-260 : révolte berbère en Maurétanie Césarienne[12].
- 257-258 : persécution de Valérien[10].

- Date traditionnelle de l'évangélisation de l'Auvergne par Stremonius (Austremoine de Clermont) et ses compagnons, Nectaire, Mary, Sirénat, selon Grégoire de Tour[13].

## Personnages significatifs
- Corneille (pape)
- Cyprien de Carthage
- Étienne Ier (pape)
- Gallien
- Laurent de Rome
- Lucius Ier
- Novatien
- Sixte II
- Sun Liang
- Trébonien Galle
- Valérien